# Biorgonomia
Biorgonomia é uma técnica revolucionária de tratamento que foi desenvolvida por um cientista israelita chamado Rafi Rosen, que se baseou na Orgonomia criada pelo psicólogo e médico austríaco Dr. Wilhelm Reich, aluno de Sigmund Freud. Wilhelm Reich descobriu a existência do orgônio ou energia de vida e, após anos de experiências e estudos, concluiu que "uma doença só se desenvolve e alastra quando há uma ausência de orgônio nas células", fator que chamou devidamente de energia de vácuo. Mas o Dr. Reich morreu sem ter desenvolvido uma técnica de transformação do vácuo em energia de vida, logo de tratamento e possivelmente de cura.
Entusiasmado pela descoberta do orgônio, um cientista e paranormal israelita chamado Rafi Rozen descobriu a técnica que permite definir a presença ou não de orgônio ou energia de vida à nossa volta.
Tudo o que existe na criação tem uma energia complementar. Todos os seres têm um complementar energético: isto é, um ser que, energeticamente funciona da mesma forma. Tem o mesmo campo energético. Ambos funcionam como um só, porque são dois seres provenientes de uma só ideia manifestada.
Os dois complementares podem estar fisicamente na Terra e mesmo que não estejam juntos, existe um equilíbrio no corpo físico, emocional e mental de cada um. Vivem cada um do seu lado, uma vida harmoniosa, sem doenças graves e sem problemas maiores, e nem precisam de se conhecer. Sentem-se equilibrados.
Mas há também pessoas que nascem sem complementar energético, porque decidem voltar ao plano físico para fazer novamente a experiência da vida material, enquanto o seu complementar fica na dimensão da vida depois da morte. Estas pessoas enquanto crianças requerem toda a energia dos pais, porque não têm a sua própria energia complementar. Mais tarde passam a vida a lutar para manter um equilíbrio interno, percebendo interiormente que lhes falta sempre algo, mas incapazes de dizer o quê.
Do mesmo modo, muitas pessoas tinham o seu complementar na Terra à nascença, mas perderam-no numa dada altura – o corpo físico do seu complementar morreu. A partir desse momento e no pior dos casos, algumas dessas pessoas entram inconscientemente num processo de auto-destruição do seu corpo físico, isto porque antes da morte do complementar, existia um estado de harmonia e de bem-estar natural, e depois do desaparecimento da outra metade, aquele que fica no plano terrestre, deseja inconscientemente uma única coisa – a reunião com o complementar -. Através deste desejo inconsciente, de um lado retemos a energia do complementar que fica acoplada à nossa, impedindo a energia de vida de fluir livremente e criando então uma energia de vácuo, e por outro lado, procuramos uma maneira de nos auto-destruir.
Os meios de auto-destruição são muitos: doenças degenerativas, como cancro e doenças terminais, alcoolismo, toxicodependência, suicídio, etc.
Felizmente, nem todas desenvolvem doenças crónicas, mas frequentemente, estas pessoas ficam deprimidas subitamente sem uma causa aparentemente definível, sentem um vazio, um fardo um peso que não sabem  como preencher, têm dificuldade em adormecer e acordam regularmente cansadas e sem energia. Registam depressões crónicas e uma angústia permanente.
A Biorgonomia consiste na reunião do puzzle cósmico, em unir o que foi separado. O terapeuta tem a capacidade de reparar a situação inicial, de unir energeticamente as duas energias complementares, e uma vez reunidas, elas manifestam todo o seu potencial e o vácuo deixa de surtir efeito, e a cura pode ocorrer após uma transformação mais detalhada de todos os sistemas energéticos dos órgãos afectados e incidindo sobre as causas (genéticas, hereditárias, cármicas, etc...) que deram origem a determinado bloqueio.
É também necessário trabalhar os medos subjacentes ao desenvolvimento de determinada doença, trauma ou bloqueio. 
Um problema de saúde pode ter várias origens e derivar de vários medos. Torna-se então necessário tratar todos os medos que estejam relacionados com o problema, pelo que o terapeuta deve seguir também a sua intuição para detectar os medos mais inerentes ao problema.
Como tal, a terapia biorgonómica actua como ferramenta transformadora de tudo o que possa estar a funcionar erradamente em qualquer dos sistemas energéticos, usando-se a energia vital, energia cósmica, energia orgone, prana ou ki, sendo assim possível actuar sobre todo o sistema energético de todos os órgãos do corpo humano, podendo mesmo curar certas doenças crónicas, consideradas incuráveis.
Em suma, a Biorgonomia permite:
- a transformação da tristeza, depressão, negativismo em     vitalidade, saúde e alegria;
- A anulação de traumas e medos;
- Controlo de carmas;
- Caminho para  auto-consciência e consciência colectiva.

Necessitamos de energia de vida para sermos felizes, saudáveis e vivermos o potencial completo das nossas vidas, isto é, numa só palavra, - Ser.